# 回旋筋腱板

10. 回旋筋腱板: 11. 棘上筋, 12. 肩甲下筋, 13. 棘下筋, 14. 小円筋

回旋筋腱板(かいせんきんけんばん Rotator cuff)は肩甲骨の前面と後面からおこる4つの筋、すなわち肩甲下筋、棘上筋、棘下筋、小円筋の腱のことをいう。回旋腱板または、英語のカタカナ表記でローテーター・カフともいう。

## はたらき
上腕骨頭をかかえ込んで肩関節を安定させるはたらきがある。そのため腕を使う運動には全て密接に関係しており、このローテーターカフをうまく連動させて使えるかどうかによって運動の効率が全く変わってしまう。例えば野球においてはこれらを鍛えてうまく使えるようになれば時速150km/h近いボールを投げることができる。しかしもしできないと球速は伸びず、無理に伸ばそうとウェイトトレーニングで鍛えた筋力だけで投げようとすると、ローテーターカフに負担をかけすぎ重大な損傷を負う結果となってしまう。一度損傷すると、外科手術をもってしても完全に回復させるのは極めて難しい。そのため近年ではこのローテーターカフを鍛えるトレーニングは重要視され、それをうまく使うエクササイズとともに野球における近年の科学トレーニングの中核を成している。
ちなみに最初にこのローテーターカフの重要さに気付き現在のトレーニングの基礎を作ったのはメジャーリーグの伝説の大投手であるノーラン・ライアンである（彼が残したメジャーでの実績など彼自身について詳しくは彼の項を参照）。彼はトム・ハウスと共に当時は否定されていた投手のウェイトトレーニングの方法を確立するとともにローテーターカフを鍛えてうまく使えるようにすることに苦心し、その結果40歳をはるかに過ぎて50ほどになっても時速150km/h近い剛速球を投げ続けることに成功した。
日本においてはなかなか浸透しなかったが、メジャーでその科学的なトレーニングを学んできた立花龍司やジャイロボールで有名な手塚一志らの努力によって現在では常識と化している。